# Michel-Jean Sedaine
Michel-Jean Sedaine (Parigi, 2 giugno 1719 – Parigi, 17 maggio 1797) è stato un drammaturgo francese.

## Biografia
Sedaine era figlio di un imprenditore edile, appaltatore dei Bâtiments du Roi – le imprese di costruzioni per conto del re - ma aveva fatto fallimento. Rimasto orfano a 13 anni, Michel-Jean aveva dovuto lasciare il collegio per contribuire alle necessità della famiglia come operaio tagliatore di pietre, ma continuò a studiare da autodidatta, scrivendo anche dei versi. Notato dall'architetto e imprenditore Jacques François Buron, fu impiegato nei suoi uffici e nel tempo libero, prese a frequentare il Théâtre de la foire e la Comédie Italienne.
Un vecchio magistrato di nome Lecomte lo assunse con uno stipendio elevato come amministratore dei propri appartamenti e Sedaine, libero dal bisogno, cominciò a partire dal 1756 una brillante carriera di librettista che durerà quarant'anni. Frequentatore dei cafés letterari e di qualche salotto, si legò con D'Alembert, con Favart e soprattutto con Diderot, del quale condivideva il gusto dell'arte drammatica. Simpatizzante degli enciclopedisti e dei filosofi della riforma illuminista, si fece portavoce delle loro richieste e dei loro principi.

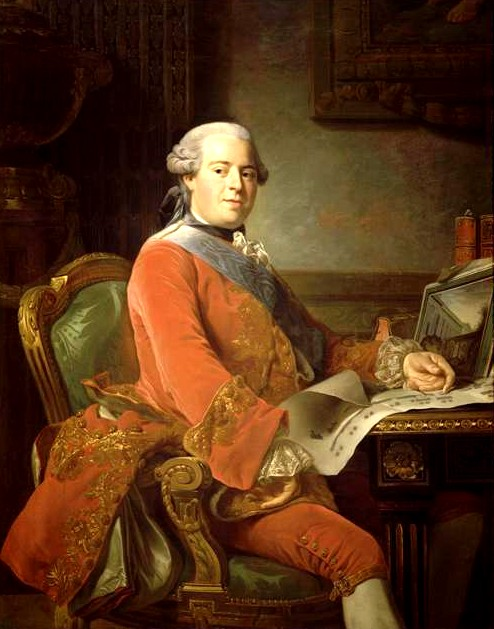
Roslin: Il marchese di Marigny

Come librettista, Sedaine provò tutti i generi: opéras-comiques storici (Richard cœur de Lion), leggeri (Le Diable à quatre, Rose et Colas), seri (Le Roi et le Fermier), sentimentali (Le Déserteur).
Per il teatro propriamente detto, compose solo due tragedie, di poco interesse, e due commedie rimaste celebri e rappresentate ancora oggi con successo: Le Philosophe sans le savoir (1765) e La Gageure imprévue (1768).
Grazie alla sua penna, Sedaine acquisì un onesto benessere e andò ad abitare in rue des Puits, nel quartiere del Marais. Con l'appoggio del marchese di Marigny, divenne segretario dell'Académie royale d'architecture nel 1768, cosa che gli permise di disporre di un vasto appartamento al Louvre e di beneficiare di una pensione di 1.800 lire. Protetto anche da Caterina II di Russia, godette delle sue liberalità con le quali acquistò una proprietà a Saint-Prix, presso Montmorency. Fu convocato da Maria Antonietta d'Austria a Versailles a leggerle delle opere - la regina amava recitare la parte della marchesa ne La Gageure imprévue - e, coronamento della sua carriera, entrò all'Académie française il 9 marzo 1786.
Si era sposato tardi, nel 1769, con Jeanne Suzanne Sériny, ed ebbero figli: di essi, Anastase Henri fu architetto, Agathe sposò il conte di Brisay. Adottò anche due sorelle orfane, Anne e Louise Guéret, che divennero pittrici, e protesse il giovane David, nipote di Buron, l'architetto che l'aveva aiutato agli inizi della sua carriera. Guardò favorevolmente alla Rivoluzione, senza essere però giacobino, e questo fatto causò la rottura dell'amicizia con David e la sua esclusione dall'Institut de France, quando questo fu creato nel 1795. Non prese parte attiva agli avvenimenti rivoluzionari ma cercò di proteggere alcune persone perseguitate. Morì sotto il Direttorio, nel 1797.

## La fortuna critica

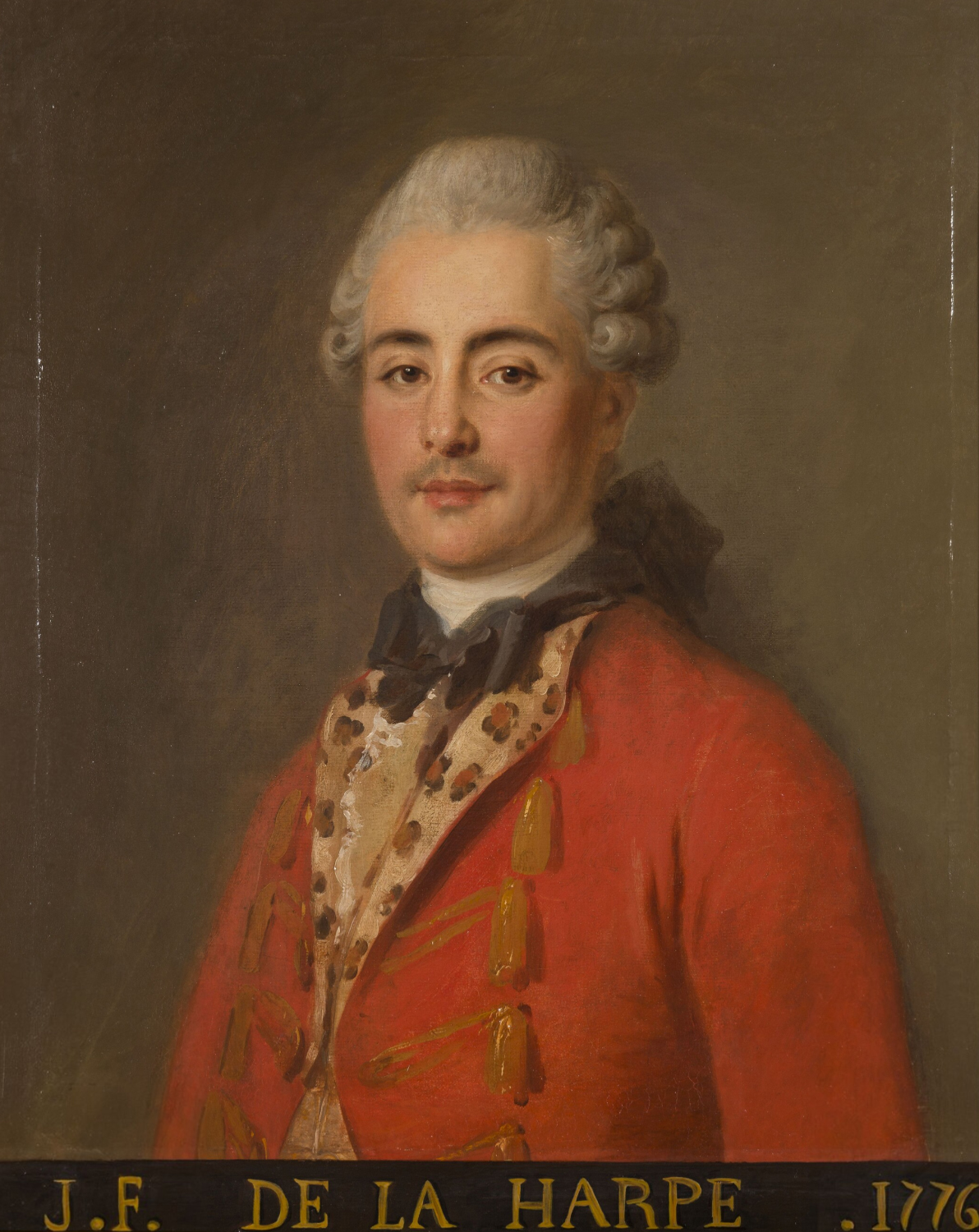
Anonimo: Jean-François de La Harpe

Il simpatico carattere di Sedaine ha spesso influenzato favorevolmente la critica. Nel XIX secolo, una commedia come Le Philosophe sans le savoir fu posta al livello dei capolavori. È stato poi ridimensionata e se ora le opere di Sedaine conservano qualche notorietà, lo devono soprattutto al talento dei compositori che le misero in musica: François-André Danican, più noto con il nome di François-André Philidor - anche famoso giocatore di scacchi - Pierre-Alexandre Monsigny, André Grétry. Si riconosce a Sedaine la buona qualità dei suoi libretti e il merito di aver fissato il genere dell'opéra-comique.
Il suo stile spesso non è spesso corretto, anzi Jean-François de La Harpe nel suo Cours de littérature, è giunto a scrivere che «la sua ignoranza è estrema e se non ha che una debole idea della struttura drammatica, non ne ha nessuna della grammatica e però il suo talento non è disprezzabile; quest'uomo, che scrive così male, ha fatto, di tempo in tempo, dei pezzi che dei buoni artigiani non svaluterebbero affatto».
Molto diverso il giudizio di Diderot e dell'amico di questi, il tedesco Grimm: «Se sapesse scrivere, farebbe rivivere la commedia di Molière; nessun poeta ha mai unito a tanta finezza e naturalezza così tanta semplicità; egli disegna dei caratteri con vera forza comica e l'economia delle sue commedie è piena di quel giudizio che si accompagna sempre al vero genio. Tu tagliavi le pietre mentre i poeti tuo confratelli studiavano retorica; tu non hai imparato a tornire delle frasi, è vero, non sai fare che parole; ma che folla di parole vere, semplici, o emozionanti!»
Da parte sua, Sedaine dichiarò di tener poco conto dei suoi versi giovanili, pubblicati nel 1760: «Rimpiango di essermi dedicato a tali frivolezze, invece di non aver dato, al loro posto, una pièce teatrale».

## Le opere

### Opere drammatiche
- L'Impromptu de Thalie ou la lunette de vérité, commedia in 1 atto in versi, 1752
- Anacréon, pastorale in 1 atto, 1754
- Le Diable à quatre ou la Double métamorphose, opéra-comique in 3 atti, musica di François-André Philidor e Bernardo Porta, rappresentata per la prima volta nel teatro Foire Saint-Laurent il 19 agosto 1756
- Blaise le savetier, opéra-comique in 1 atto, musica di François-André Philidor, rappresentata per la prima volta alla Foire Saint-Germain il 9 marzo 1759
- L'Huître et les plaideurs ou le Tribunal de la chicane, opéra-comique in 1 atto, musica di François-André Philidor, rappresentata per la prima volta alla Foire Saint-Laurent il 17 settembre 1759
- Les Troqueurs dupés, commedia in 1 atto, musica di Charles Sodi, rappresentata per la prima volta alla Foire Saint-Germain il 6 marzo 1760
- Le Jardinier et son seigneur, opéra-comique in 1 atto, musica di François-André Philidor, rappresentata per la prima volta alla Foire Saint-Germain il 18 febbraio 1761
- Les bons compères ou les bons amis, opéra-comique in 1 atto, musica di Jean-Benjamin de Laborde, rappresentata per la prima volta alla Foire Saint-Germain il 5 marzo 1761
- On ne s'avise jamais de tout, opéra-comique in 1 atto, musica di Pierre-Alexandre Monsigny, rappresentata per la prima volta alla Foire Saint-Laurent il 14 settembre 1761
- Le Roi et le fermier, opéra-comique in 3 atti, musica di Pierre-Alexandre Monsigny, rappresentata per la prima volta al Teatro de l'Hôtel de Bourgogne il 22 novembre 1762.
- L'Ouvrage du cœur, commedia in 1 atto, rappresentata per la prima volta al Teatro de Nicolet nel 1763
- L'Anneau perdu et retrouvé, opéra-comique in 2 atti, musica di Louis Claude Armand Chardin e Jean-Benjamin de Laborde, rappresentata per la prima volta al Teatro de l'Hôtel de Bourgogne il 20 agosto 1764
- Rose et Colas, opéra-comique in 3 atti, musica di Pierre-Alexandre Monsigny, rappresentata per la prima volta al Teatro de l'Hôtel de Bourgogne l'8 marzo 1764
- Le Philosophe sans le savoir, commedia in 5 atti, rappresentata per la prima volta al Teatro de la rue des Fossés Saint-Germain il 2 dicembre 1765
- Aline, reine de Golconde, opéra-balletto in 3 atti, musica di Pierre-Alexandre Monsigny, rappresentata per la prima volta alla Salle des Machines il 10 aprile 1766
- Philémon et Baucis, opéra in 1 atto, musica di Pierre-Alexandre Monsigny, rappresentata per la prima volta a Bagnolet dal duca d'Orléans nel 1766
- La Gageure imprévue, commedia in 1 atto, rappresentata per la prima volta al Teatro de la rue des Fossés Saint-Germain il 27 maggio 1768
- Les Sabots, opéra-comique in 1 atto (scritta insieme a Jacques Cazotte), musica di Egidio Romualdo Duni, rappresentata per la prima volta al Teatro de l'Hôtel de Bourgogne il 26 ottobre 1768
- Le Déserteur, opéra in 3 atti, musica di Pierre-Alexandre Monsigny, rappresentata per la prima volta al Teatro de l'Hôtel de Bourgogne il 6 marzo 1769
- Thémire, pastorale in 1 atto, musica di Egidio Romualdo Duni, rappresentata per la prima volta a Fontainebleau il 20 ottobre 1770
- Le Mort marié, opéra-comique in 2 atti, musica di Francesco Bianchi, rappresentata per la prima volta a Metz nel 1771
- Le Faucon, opéra-comique in 1 atto, musica di Pierre-Alexandre Monsigny, rappresentata per la prima volta a Fontainebleau il 2 novembre 1771
- Le Magnifique, commedia in musica in 3 atti, musica di André Grétry, rappresentata per la prima volta a Versailles il 19 marzo 1773
- Ernelinde, princesse de Norvège, tragedia lirica in 5 atti, musica di François-André Philidor, rappresentata per la prima volta a Versailles l'11 dicembre 1773
- Les Femmes vengées ou les Feintes infidélités, opéra-comique in 1 atto, musica di François-André Philidor, rappresentata per la prima volta a Toulouse nel 1775
- Félix ou l'Enfant trouvé, commedia in 3 atti, musica di Pierre-Alexandre Monsigny, rappresentata per la prima volta a Fontainebleau il 10 novembre 1777
- Aucassin et Nicolette ou Les Mœurs du bon vieux temps, commedia con arie musicali, rappresentata per la prima volta il 30 dicembre 1779
- Les Journalistes, commedia in 5 atti, rappresentata per la prima volta a San Pietroburgo il 28 aprile 1781
- Maillard ou Paris sauvé, tragedia in 5 atti, rappresentata per la prima volta presso Madame de Montesson nel gennaio 1782
- Thalie au nouveau théâtre, vaudeville in prosa con ariette, musica di André Grétry, rappresentata per la prima volta al Théâtre Italien il 28 aprile 1783
- Richard cœur de Lion, opéra-comique in 3 atti, musica di André Grétry, rappresentata per la prima volta al Théâtre Italien il 21 ottobre 1784
- Amphitryon, opéra in 3 atti, musica di André Grétry, rappresentata per la prima volta a Versailles il 15 marzo 1786
- Le Comte d'Albert, dramma in 2 atti in prosa e in versi, musica di André Grétry, rappresentato per la prima volta a Fontainebleau il 13 novembre 1786
- La Suite du comte d'Albert, opéra-comique in 1 atto, musica di André Grétry, rappresentata per la prima volta al Théâtre Italien l'8 febbraio 1787
- Raoul Barbe-Bleue, opéra-comique in 3 atti, musica di André Grétry, rappresentata per la prima volta il 2 marzo 1789
- Raymond V, comte de Toulouse ou l'épreuve inutile, commedia in 5 atti, rappresentata per la prima volta alla Comédie-Française il 22 settembre 1789
- Guillaume Tell, opéra in 3 atti, musica di André Grétry, rappresentata per la prima volta al Théâtre Italien il 9 aprile 1791
- Pagamin de Monègue, opéra-comique in 1 atto, musica di Pierre-Alexandre Monsigny e di Bernardo Porta, rappresentata per la prima volta al Théâtre des amis de la patrie nel marzo del 1792
- Basile ou À trompeur, trompeur et demi, commedia in 1 atto, musica di André Grétry, rappresentata per la prima volta al Théâtre Italien il 17 ottobre 1792
- Albert ou Le Service récompensé, opéra in 3 atti, musica di André Grétry, rappresentata per la prima volta al Théâtre Italien il 9 gennaio 1796
- L'Amoureux goutteux, opéra-comique in 1 atto, musica di Stanislas Champein
- Alcine, opéra in 3 atti
- Protogène, opéra in 1 atto
- La Noce de Nicaise, intermezzo

#### Poesie
- Épître à mon habit, 1751
- Poésies fugitives, 1752
- Le Vaudeville, poema didascalico in 4 canti, 1758
- Recueil de poésies, 1760
- Bagatelle, 1770